# Уткино (Перевальский район)
Уткино (укр. Уткине) — село, относится к Перевальскому району Луганской области Украины. Под контролем самопровозглашённой Луганской Народной Республики.

## География
Соседние населённые пункты: посёлки Селезнёвка и Радгоспный на севере, сёла Адрианополь на северо-западе, Тимирязево на юго-западе, Артёма на юге, город Петровское на юго-востоке, село Воскресеновка, посёлки Вергулёвское, Фёдоровка, Буткевич, Широкий на востоке, село Баштевич на северо-востоке.

## Население
Население по переписи 2001 года составляло 213 человек.

## Общие сведения
Почтовый индекс — 94334. Телефонный код — 6441. Занимает площадь 1,175 км². Код КОАТУУ — 4423656703.
В XIX веке Уткино (Комендантское) входило в состав Екатеринославской губернии, Славяносербского уезда. В 1863 году в селе проживало 580 человек, из которых было 284 мужчины и 296 женщин.

## Местный совет
94331, Луганская область, Перевальский район, пос. Селезнёвка, ул. Чкалова, 15.